# Rocko Schamoni
Rocko Schamoni (właśc. Tobias Albrecht, inne pseudonimy Roddy Dangerblood, King Rocko Schamoni) (ur. 8 maja 1966 w Lütjenburgu w Szlezwiku-Holsztynie) – niemiecki pisarz, muzyk, aktor, stały członek grupy komików Studio Braun, współwłaściciel klubu Golden Pudel Club w Hamburgu.

## Życiorys
W latach 1981–1982 grał w zespole Fun-Punkowym Warhead, który następnie zmienił nazwę na Public Enemy a później na Die Götter. Uczestniczył w trasach koncertowych razem z grupami Die Toten Hosen i Die Goldenen Zitronen, występując w Niemczech, Austrii i Szwajcarii. Członek zespołów Connection Point i Motion.
Pierwszy singiel wydał w 1988. W latach 1990–1992 zagrał główną rolę w dwóch filmach krótkometrażowych Rollo Aller!. Skomponował muzykę do spektaklu Elfriede Jelinek Ein Sportstück. W 2000 i 2002 produkował muzykę do spektakli Schorscha Kameruna w teatrze Schauspielhaus Pfauen w Zurychu, a w 2004 stworzył oprawę muzyczną do sztuki Oscara Wilde’a Bunbury dla wiedeńskiego Burgtheater. 
W 2000 zadebiutował powieścią Risiko des Ruhms. W 2004 ukazała się jego druga książka Dorfpunks, w której zawarł wspomnienia z okresu dorastania na przełomie lat 70. i 80. XX wieku. W 2007 opublikował trzecią powieść Sternstunden der Bedeutungslosigkeit – historię Michaela Sonntaga, samotnego bezrobotnego w Hamburgu. Michael Sonntag powraca w kolejnej powieści Tag der geschlossenen Tür (2011). 
Od końca lat 80. XX wieku współtworzy trio komiczne Studio Braun – wraz z Heinzem Strunkiem (właśc. Mathias Halfpape) i z Jakiem Palmingerem (właśc. Heiner Ebber).
Na początku lat 90. XX wieku Schamoni wraz z przyjaciółmi, m.in. Schorschem Kamerunem, założył w Hamburgu Pudel Klub, gdzie występowali m.in. Tocotronic, Das neue Brot, Cat Power czy Evan Dando. Po zamknięciu klubu, Schamoni i Kamerun założyli Golden Pudel Club.

## Dyskografia

### Albumy
- 1988: Vision (LP, Weser Label)
- 1990: Jeans und Elektronik
- 1991: Disco
- 1993: Ex-Leben (z Motion)(CD, What’s so funny about)
- 1995: Galerie Tolerance
- 1996: Die frühen Werke des Monsieur 70 Volt
- 1999: Showtime
- 2002: Der Schwere Duft von Anarchie (CD, Virgin)
- 2003: The Best of Rocko Schamoni (DoCD/LP, Trikont)
- 2007: Rocko Schamoni & Little Machine (CD, Trikont; LP, Nobistor)

#### Albumy ze Studio Braun
- 1998: Gespräche (CD, Mercury)
- 1999: Gespräche 2 (CD, Ariola)
- 2000: Jeans Gags (CD, Ariola)
- 2001: FC St. Pauli & TSC Studio Braun – 1:1:0 am Millerntor (CD, Freizeit/Universal)
- 2002: Fear of a Gag Planet (CD, Ariola)
- 2004: Ein Kessel Braunes (CD, Trikont)

### Single
- 1987: Liebe kann man sich nicht kaufen (7“-Weser Label)
- 1990: Ich will Liebe (7“-Vinyl, Weser Label; Maxi-CD/12“-Vinyl, Polydor)
- 1990: Was kostet Liebe (7“-Vinyl, Polydor)
- 1990: Mendocino (Duett mit Michael Holm)
- 1991: Nackt in Las Vegas (7“-Vinyl/Maxi-CD, Polydor)
- 1999: Showtime Remixe (12“-Vinyl, Trikont)
- 2002: Geld ist eine Droge (Maxi-CD, Virgin)
- 2002: Heart of Plastic (12“-Vinyl/Maxi-CD, Virgin)
- 2005: Mauern (Maxi-CD, Trikont; 7“-Vinyl, Nobistor)
- 2006: Muster (Maxi-CD, Trikont; 7“-Vinyl, Nobistor)

### Single ze Studio Braun
- Die andere Realität/ Joy (7“-Vinyl, Nobistor)
- Bierchen/Mariacron/Bier-Hypochonder (7“-Vinyl, Nobistor)

## Twórczość literacka
- 2000: Risiko des Ruhms
- 2004: Dorfpunks
- 2007: Risiko des Ruhms: Director's Cut
- 2007: Sternstunden der Bedeutungslosigkeit
- 2011: Tag der geschlossenen Tür

## Filmografia
- 1988: Ballhaus Barmbek
- 1990: Rollo Aller!
- 1992: Rollo Aller! 2
- 1993: Die Ratte
- 2004: Jazzclub – Der frühe Vogel fängt den Wurm
- 2005: Wir waren niemals hier
- 2005: Am Tag als Bobby Ewing starb
- 2007: 20.000 Jahre Studio Braun – Ein Jubiläum feiert Geburtstag (DVD)
- 2008: Fleisch ist mein Gemüse
- 2008: Rollo Aller! 4
- 2009: Dorfpunks